# Strychnos tomentosa
Strychnos tomentosa är en tvåhjärtbladig växtart som beskrevs av George Bentham. Strychnos tomentosa ingår i släktet Strychnos och familjen Loganiaceae. Inga underarter finns listade i Catalogue of Life.